# (31122) Brooktaylor
(31122) Brooktaylor (1997 SD) – planetoida z grupy pasa głównego asteroid okrążająca Słońce w ciągu 3,25 lat w średniej odległości 2,19 j.a. Odkryta 21 września 1997 roku.